# آيفون إس إي (2022)
الجيل الثالث من آيفون إس إي (المعروف أيضًا باسم آيفون إس إي 3 أو آيفون إس إي 2022) هو هاتف ذكي تم تصميمه وتطويره بواسطة شركة أبل، وهو الجيل الخامس عشر من الآيفون، إلى جانب طرازي آيفون 13 و13 برو/برو ماكس . أعلنت شركة أبل عن الجيل الثالث من آيفون إس إي في 8 مارس 2022. خلف آيفون إس إي الجيل الثاني الأصغر والأخف وزنًا من آيفون إس إي. تبدأ الطلبات المسبقة في 11 مارس 2022، وسيصدر الهاتف لاحقًا في 18 مارس 2022.

## المواصفات
أضفت جهاز بعض تحسينات و مواصفات طفيفة لكن مع دعم شبكة 5G بمعالج قوي بشريحة أبل A15 بيونيك خماسي نواة للتجعل جهاز أرخص هاتف حيث يدعم سرعة شبكة جيل الخامس.

### التصميم
| اللون | اسم        | حافة |
| ----- | ---------- | ---- |
|       | سماء اللّيل | أسود |
|       | ضوء النجوم | أسود |
|       | (منتج)أحمر | أسود |